# Санте Марије (Л'Аквила)
Санте Марије (итал. Sante Marie) је насеље у Италији у округу Л'Аквила, региону Абруцо.
Према процени из 2011. у насељу је живело 558 становника. Насеље се налази на надморској висини од 863 м.